# Macropsis microceps
Macropsis microceps är en insektsart som beskrevs av Hamilton 1983. Macropsis microceps ingår i släktet Macropsis och familjen dvärgstritar. Inga underarter finns listade i Catalogue of Life.